# Shallow Life
Shallow Life es el quinto álbum de estudio de la banda italiana de metal gótico/alternativo Lacuna Coil. El álbum, que es el seguimiento de Karmacode (2006), fue lanzado el 20 de abril de 2009 en Europa y el 21 en América del Norte.

## Antecedentes
El álbum, fue grabado en el otoño de 2008 en un estudio en Los Ángeles con el productor Don Gilmore.
Scabbia señaló que el álbum "se siente más de rock" y que es "la perfecta mezcla entre nuestro viejo sonido Europeo y algo más moderno ... algunas de sus canciones son muy pesadas. La más sorprendente es, la que hemos sido capaces de mejorar todo acerca de Lacuna Coil, sin quitarle nada bueno o hacer algo que no pertenece."
Shallow Life es el primer álbum de la banda, que contiene referencias superficiales hacia estilos de la vida en el mundo de hoy. La canción "Spellbound" se estrenó en directo en el Soundwave Australian music festival en febrero de 2009.
En Europa salió el 20 de abril; en Estados Unidos, un día después.

## Lista de canciones
Todas las canciones escritas y compuestas por Lacuna Coil. 
| N.º | Título             | Duración |  |
| 1.  | «Survive»          | 3:34     |  |
| 2.  | «I Won't Tell You» | 3:47     |  |
| 3.  | «Not Enough»       | 3:40     |  |
| 4.  | «I’m Not Afraid»   | 3:22     |  |
| 5.  | «I Like It»        | 3:42     |  |
| 6.  | «Underdog»         | 3:40     |  |
| 7.  | «The Pain»         | 4:00     |  |
| 8.  | «Spellbound»       | 3:21     |  |
| 9.  | «Wide Awake»       | 3:51     |  |
| 10. | «The Maze»         | 3:38     |  |
| 11. | «Unchained»        | 3:22     |  |
| 12. | «Shallow Life»     | 4:00     |  |

### Pistas adicionales
| N.º | Título             | Duración |  |
| 13. | «Oblivion»         | 4:09     |  |
| 14. | «The Last Goodbye» | 4:16     |  |
| 15. | «Leaving Alone»    | 4:08     |  |

## Personal

### Banda
- Cristina Scabbia - Vocales
- Andrea Ferro - Vocales
- Cristiano "Pizza" Migliore - guitarra
- Marco "Maus" Biazzi - guitarra
- Marco Coti Zelati - bajo
- Cristiano "Criz" Mozzati - batería

### Producción
- Don Gilmore - Productor

## Historia del lanzamiento
| Lugar          | Fecha               |
| -------------- | ------------------- |
| Italia         | 17 de abril de 2009 |
| Unión Europea  | 20 de abril de 2009 |
| Estados Unidos | 21 de abril de 2009 |